# Sound Horizon
Sound Horizon ist seit dem Jahr 2001 ein japanisches Musikprojekt des Komponisten, Gitarristen, Sängers und Texters Revo. Es steht bei Pony Canyon unter Vertrag.

## Geschichte
Am 30. Dezember erschien die erste CD der Gruppe, die damals noch ein Dōjin-Musikzirkel war, mit dem Titel Chronicle im Comic Market. Aramary kurz vor der Veröffentlichung von Thanatos im Jahr 2002 in die Gruppe aufgenommen. Ein Jahr später, wurden Jimang und Haruka Shimotsuki als Gast eingeladen.
Ihr Debüt in den Charts hatten sie im Jahr 2004 mit dem Album „Elysion - Prelude to Paradise–“ (jap. Elysion-楽園への前奏曲 – Rakuen heno Zensokyoku).
Aramary verließ die Band im Jahr 2006.
Am 3. September 2008 erschien ihre sechste CD mit dem Titel Moira. Takashi Utsunomiya (TM NETWORK) wurde als Gast eingeladen.
Im Jahr 2010 erschien ihre Prologue Maxi Single „Ido e itaru Mori e itaru Ido“(jap. イドへ至る森へ至るイド) und ihre siebte CD mit dem Titel „Märchen“. Im gleichen Jahr wurde Marty Friedman als Gitarrist und Kanami Ayano als Sängerin eingeladen.
Im Juni 2011 wurde das Projekt Linked Horizon ins Leben gerufen, um die Arbeit an anderen Werken Revos zu verstärken. Er komponierte den Soundtrack zu Square Enix’ Nintendo 3DS-Spiel „Bravely Default: Flying Fairy“. Danach erschienen: „Der kleine Reisebericht nach Luxendarc“ und „Der große Reisebericht nach Luxendarc“. Im April 2013 wurde der Song „Feuerroter Pfeil und Bogen“ (jap. 紅蓮の弓矢 Guren no Yumiya) veröffentlicht, der für das Opening der gefeierten Animeserie Attack on Titan genutzt wurde. Am 10. Juli 2013 erreichte die Single Platz zwei der täglichen Oricon-Singlecharts. Danach erschien „Der Griff nach Freiheit“ (jap. 自由への進撃 Jiyū e no Shingeki), welche am ersten Tag rund 58.770 mal verkauft wurde.

## Stil
Das Konzept der meisten Alben beruht auf einer Geschichte Europas, wie z. B.:
- Rosenkriege in England
- Reconquista in Spanien
- Dreißigjähriger Krieg in Deutschland
- Grimms Märchen
- Griechische Mythologie

Alle Illustrationen der CD-Broschüren und CD-Cover wurden vom Illustrator Yokoyan entworfen.

## Mitglieder
Verschiedene Sänger, Musiker, Seiyū und so weiter werden seit dem Jahr 2006 je nach Bedarf eingeladen. Alle Lieder werden von Revo geschrieben, komponiert und arrangiert.

### Projektleiter
- Revo

### Ehemalige Mitglieder
- Aramary - Gesang und Stimmen, von Thanatos (2. Geschichts-CD) bis Elysion Paradies Fantasie (4. Geschichts-CD)

### Support
| - Jimang - Haruka Shimotsuki(霜月はるか) - Ike Nelson - KAORI aus FictionJunction - REMI - RIKKI - MIKI - Azumi Inoue(井上あずみ) - Mari Endo(遠藤麻里) - Joelle - Miku Hatsune(初音ミク) - Minami Kuribayashi(栗林みな実) - Kanami Ayano(彩乃かなみ) aus Takarazuka Revue - Tomoyo Kurosawa(黒沢ともよ) - Yume Suzuki(鈴木結女) - Ceui - Mikuni Shimokawa(下川みくに) - Akio Otsuka(大塚明夫) - Sascha - Takashi Utsunomiya(宇都宮隆) aus TM NETWORK - Yoshimi Iwasaki(岩崎良美) - Ayaka Naito(内藤彩加) - YUUKI (Yuuki Yoshida) Gitarre - Shingo jake Saito(斉藤"Jake"慎吾) - Takeshi Nishiyama(西山毅) - YUKI aus Acid Black Cherry - Marty Friedman Klavier - Kyoko Osako(大迫杏子) - Eiji Kawai(河合英史) - Koji Igarashi(五十嵐宏治) - Keiji Matsumoto(松本圭司) - Motoi Sakuraba(桜庭統) Bass - Shigeru Tamura(田村滋) - Atsushi Hasegawa(長谷川淳) | Schlagzeug - Ryoji Nanto - Ken☆Ken - JUN-JI aus Acid Black Cherry - Toru Abe - Kaoru Abe Flöte - Ryo Sakagami(坂上領) Streichinstrumente - Hanako Uwazato(上里はな子) - Kanako Ito(伊藤佳奈子) - Gen Ittetsu(弦一徹) - Kyoko Ishigame(石亀協子) - Machi Okabe(岡部磨知) |

## Diskografie

### Studioalben
| Jahr               | Titel                                                                                               | Höchstplatzierung, Gesamtwochen, AuszeichnungChartsChartplatzierungen (Jahr, Titel, Platzierungen, Wochen, Auszeichnungen, Anmerkungen) | Anmerkungen                              |
| Jahr               | Titel                                                                                               | JP | Anmerkungen                              |
| ------------------ | --------------------------------------------------------------------------------------------------- | --- | ---------------------------------------- |
| als Sound Horizon  | | |                                          |
|                    | | |                                          |
| 2004               | Elysion (~楽園への前奏曲~) ~Rakuen eno Zensokyoku / Prelude to Paradise~                            | JP21 (2 Wo.)JP | Erstveröffentlichung: 27. Oktober 2004   |
| 2005               | Elysion (~楽園幻想物語組曲~) Rakuen genso monogatari kumikyoku / Paradies Fantasie Geschicht-Suite~ | JP29 (5 Wo.)JP | Erstveröffentlichung: 13. April 2005     |
| 2006               | Roman                                                                                               | JP19 (13 Wo.)JP | Erstveröffentlichung: 22. November 2006  |
| 2008               | Moira                                                                                               | JP3 (14 Wo.)JP | Erstveröffentlichung: 3. September 2008  |
| 2010               | Märchen                                                                                             | JP2 Gold · (18 Wo.)JP | Erstveröffentlichung: 15. Dezember 2010  |
| 2015               | Nein                                                                                                | JP2 (9 Wo.)JP | Erstveröffentlichung: 22. April 2015     |
| als Linked Horizon | | |                                          |
|                    | | |                                          |
| 2012               | ルクセンダルク大紀行 (Large Diary of Luxendarc)                                                     | JP15 (11 Wo.)JP | Erstveröffentlichung: 19. September 2012 |
| 2017               | Shingeki no Kiseki 進撃の軌跡 (Trajectory of the Attack)                                            | JP2 (15 Wo.)JP | Erstveröffentlichung: 17. Mai 2017       |
| 2024               | Shingeki no Kioku Best Album 進撃の記憶 (Memories of the Attack)                                    | JP5 (5 Wo.)JP | Erstveröffentlichung: 7. August 2024     |

### Kompilationen
| Jahr              | Titel                  | Höchstplatzierung, Gesamtwochen, AuszeichnungChartsChartplatzierungen (Jahr, Titel, Platzierungen, Wochen, Auszeichnungen, Anmerkungen) | Anmerkungen                          |
| Jahr              | Titel                  | JP | Anmerkungen                          |
| ----------------- | ---------------------- | --- | ------------------------------------ |
| als Sound Horizon |                        | |                                      |
|                   |                        | |                                      |
| 2004              | Chronology [2005–2010] | JP4 (7 Wo.)JP | Erstveröffentlichung: 13. April 2012 |

### Singles
| Jahr               | Titel Album                                                                                       | Höchstplatzierung, Gesamtwochen, AuszeichnungChartsChartplatzierungen (Jahr, Titel, Album, Platzierungen, Wochen, Auszeichnungen, Anmerkungen) | Anmerkungen |
| Jahr               | Titel Album                                                                                       | JP | Anmerkungen |
| ------------------ | ------------------------------------------------------------------------------------------------- | --- | --- |
| als Sound Horizon  |                                                                                                   | | |
|                    |                                                                                                   | | |
| 2004               | (少年は剣を・･･) Shonen ha Ken wo.../ Der Junge das Schwert ist... –                              | JP9 (16 Wo.)JP | Erstveröffentlichung: 4. Oktober 2006 Titellied für das PlayStation-2-Spiel Caos Wars. Das MMORPG Belle Isle Prologue Maxi Single von Roman (5. Geschicht CD) |
| 2007               | (聖戦のイベリア) Seisen no Iberia / Der Kreuzzug in Iberia –                                      | JP8 (26 Wo.)JP | Erstveröffentlichung: 1. August 2007 Story Maxi |
| 2010               | (イドへ至る森へ至るイド) Ido e itaru Mori e itaru Ido Prologue to Märchen                         | JP2 (21 Wo.)JP | Erstveröffentlichung: 16. Juni 2010 Prologue Maxi von Märchen (7. Geschicht CD)                                                                               |
| 2013               | Halloween to Yoru no Monogatari (ハロウィンと夜の物語) The Story of Halloween and The Night –     | JP3 (17 Wo.)JP | Erstveröffentlichung: 9. Oktober 2013 |
| 2014               | Vanishing Starlight (ヴァニシング・スターライト) Prologue to Nein                                 | JP3 (12 Wo.)JP | Erstveröffentlichung: 1. Oktober 2014 |
| als Linked Horizon |                                                                                                   | | |
|                    |                                                                                                   | | |
| 2012               | ルクセンダルク小紀行 Luxendarc Shokikō / Der kleine Reisebericht nach Luxendarc Luxendarc Daikikō | JP8 (15 Wo.)JP | Erstveröffentlichung: 22. August 2012 |
| 2013               | 自由への進撃 Jiyū e no Shingeki / Der Griff nach Freiheit Shingeki no Kiseki                      | JP2 Platin + Platin (Digital) · (57 Wo.)JP | Erstveröffentlichung: 10. Juli 2013 |
| 2018               | 楽園への進撃(黄昏の楽園/革命の夜に/暁の鎮魂歌) –                                                  | JP5 (7 Wo.)JP | Erstveröffentlichung: 19. September 2018 |
| 2019               | 真実への進撃(憧憬と屍の道/13の冬) –                                                               | JP8 (6 Wo.)JP | Erstveröffentlichung: 19. Juni 2019 |

Weitere Lieder
- 2013: Red Lotus Bow and Arrow (JP: ×2Doppelplatin (Digital) , JP: Gold (Downloads TV Size Version))
- 2013: 紅蓮の弓矢 (Guren no Yumiya) (JP: Gold (Streaming))
- 2017: Offer your heart! (JP: Gold (Digital))

### Videoalben
| Jahr               | Titel | Höchstplatzierung, Gesamtwochen, AuszeichnungChartsChartplatzierungen (Jahr, Titel, Platzierungen, Wochen, Auszeichnungen, Anmerkungen) | Anmerkungen                                                            |
| Jahr               | Titel | JP | Anmerkungen                                                            |
| ------------------ | --- | --- | ---------------------------------------------------------------------- |
| als Sound Horizon  | | |                                                                        |
|                    | | |                                                                        |
| 2006               | Elysion (~楽園パレードへようこそ~) ~Rakuen Parade e Youkoso (Willkommen zur Paradiesparade)~                          | JP11 (1 Wo.)JP | Erstveröffentlichung: 8. März 2006 Nakano Zero (Tokio)                 |
| 2007               | Roman (~僕達が繋がる物語~) ~Bokutschi ga tsunagaru Monogatari~                                                        | JP17 (4 Wo.)JP | Erstveröffentlichung: 25. April 2007 Tokyo Kōsei Nenkin Kaikan (Tokio) |
| 2009               | Moira (~其れでも、お征きなさい仔等よ~) ~Soredemo oikinasai Kora yo~                                                   | JP10 (8 Wo.)JP | Erstveröffentlichung: 25. März 2009 Tokyo Dome City Hall (Tokio)       |
| 2009               | (第三次領土拡大遠征凱旋記念『国王生誕祭』 6月26日・27日) Dai Sanji Ryodo Kakudaiensei Gaisenkinen 『Kokuo Seitansai』 | JP7 (2 Wo.)JP | Erstveröffentlichung: 9. Dezember 2009 NHK Hall (Tokio)                |
| 2011               | Märchen (~キミが今笑っている、眩いその時代に~) ~Kimi ga Ima Waratteiru, Mabayui Sono Jidai ni~                        | JP6 (4 Wo.)JP | Erstveröffentlichung: 27. Juli 2011 Pacifico Yokohama (Kanagawa)       |
| 2016               | 9th Story Concert「Nein」(～西洋骨董屋根裏堂へようこそ～)                                                             | JP18 (2 Wo.)JP | Erstveröffentlichung: 20. Januar 2016                                  |
| als Linked Horizon | | |                                                                        |
|                    | | |                                                                        |
| 2013               | ルクセンダルク紀行 Luxendarc kikō / Der Reisebericht nach Luxendarc                                                   | JP31 (2 Wo.)JP | Erstveröffentlichung: 20. März 2013 Yokohama Arena (Kanagawa)          |